# Жуково (Старгардський повіт)
Жуково (пол. Żukowo, нім. Suckow an der Ihna) — село в Польщі, у гміні Сухань Старгардського повіту Західнопоморського воєводства.
Населення — 304 особи (2011).
У 1975-1998 роках село належало до Щецинського воєводства.

## Демографія
Демографічна структура станом на 31 березня 2011 року:
|          | Загалом | Допрацездатний вік | Працездатний вік | Постпрацездатний вік |
| -------- | ------- | ------------------ | ---------------- | -------------------- |
| Чоловіки | 160     | 29                 | 114              | 17                   |
| Жінки    | 144     | 32                 | 79               | 33                   |
| Разом    | 304     | 61                 | 193              | 50                   |